# Acritodes cinghalanus
Acritodes cinghalanus är en skalbaggsart som beskrevs av Yves Gomy 1977. Acritodes cinghalanus ingår i släktet Acritodes och familjen stumpbaggar. Inga underarter finns listade i Catalogue of Life.